# Vlaamse Raad (samenstelling 1981-1985)
Dit is de lijst van de leden van de Vlaamse Raad in de legislatuur 1981-1985. De Vlaamse Raad was de voorloper van het Vlaams Parlement en werd nog niet rechtstreeks verkozen.
De legislatuur 1981-1985 telde 182 leden. Dit waren de 121 leden van de Nederlandse taalgroep uit de Kamer van volksvertegenwoordigers verkozen bij de verkiezingen van 8 november 1981 en de 61 rechtstreeks gekozen leden van de Nederlandse taalgroep uit de Belgische Senaat, eveneens verkozen op 8 november 1981.
De legislatuur ging van start op 22 december 1981 en eindigde op 28 juni 1985.
De Vlaamse Raad controleerde die legislatuur de werking van de Vlaamse regering-Geens I, een meerderheid proportioneel samengesteld uit CVP, SP, PVV en de Volksunie. De oppositie bestond dus uit Agalev, RAD, Vlaams Blok en FDF.

## Samenstelling
| Begin legislatuur (1981) | Begin legislatuur (1981) | Begin legislatuur (1981) | Einde legislatuur (1985) | Einde legislatuur (1985) | Einde legislatuur (1985) |
| Fractie                  | Fractie                  | Zetels                   | Fractie                  | Fractie                  | Zetels                   |
| ------------------------ | ------------------------ | ------------------------ | ------------------------ | ------------------------ | ------------------------ |
|                          | CVP                      | 65                       |                          | CVP                      | 65                       |
|                          | PVV                      | 42                       |                          | PVV                      | 42                       |
|                          | SP                       | 39                       |                          | SP                       | 39                       |
|                          | Volksunie                | 30                       |                          | Volksunie                | 30                       |
|                          | Agalev                   | 3                        |                          | Agalev                   | 3                        |
|                          | Vlaams Blok              | 1                        |                          | Vlaams Blok              | 1                        |
|                          | FDF                      | 1                        |                          | FDF                      | 1                        |
|                          | RAD                      | 1                        |                          | Onafhankelijk            | 1                        |

Wijzigingen in fractiesamenstelling:
- In 1984 verlaat Thomas Delahaye RAD en zetelt vanaf dan als onafhankelijke.

## Lijst van de parlementsleden
| Volksvertegenwoordiger           | Partij      | Kieskring                 | Opmerkingen |
| -------------------------------- | ----------- | ------------------------- | --- |
| Leo Tindemans                    | CVP         | Antwerpen                 | |
| Baudouin Franck                  | CVP         | Antwerpen                 | Vervangt vanaf 16 oktober 1984 Karel Blanckaert, die rechter aan het Arbitragehof wordt. |
| Herman Suykerbuyk                | CVP         | Antwerpen                 | Voorzitter van de commissie Buitenlands Beleid. |
| Frank Swaelen                    | CVP         | Antwerpen                 | |
| Jos Ansoms                       | CVP         | Antwerpen                 | |
| Wivina Demeester                 | CVP         | Antwerpen                 | |
| Lode Hancké                      | SP          | Antwerpen                 | Vervangt vanaf 10 februari 1983 Bob Cools, die burgemeester van Antwerpen wordt. |
| Olga Lefeber                     | SP          | Antwerpen                 | Vervangt vanaf 25 januari 1983 Jan Mangelschots, die schepen van Antwerpen wordt. |
| Jos Van Elewyck                  | SP          | Antwerpen                 | Voorzitter van de SP-fractie. |
| Marcel Colla                     | SP          | Antwerpen                 | |
| Leona Detiège                    | SP          | Antwerpen                 | |
| Frans Grootjans                  | PVV         | Antwerpen                 | |
| Jacky Buchmann                   | PVV         | Antwerpen                 | |
| Ward Beysen                      | PVV         | Antwerpen                 | Voorzitter van de PVV-fractie vanaf 16 oktober 1984. |
| Etienne de Groot                 | PVV         | Antwerpen                 | |
| Hugo Schiltz                     | Volksunie   | Antwerpen                 | |
| André De Beul                    | Volksunie   | Antwerpen                 | Ondervoorzitter. |
| Oktaaf Meyntjens                 | Volksunie   | Antwerpen                 | |
| Karel Dillen                     | Vlaams Blok | Antwerpen                 | |
| Ludo Dierickx                    | Agalev      | Antwerpen                 | |
| Guido Verhaegen                  | CVP         | Mechelen-Turnhout         | Voorzitter van de CVP-fractie. |
| Luc Van den Brande               | CVP         | Mechelen-Turnhout         | |
| Jef Ramaekers                    | SP          | Mechelen-Turnhout         | |
| Lucien Van de Velde              | PVV         | Mechelen-Turnhout         | |
| Joos Somers                      | Volksunie   | Mechelen-Turnhout         | Voorzitter van de commissie Leefmilieu en Waterbeleid. |
| Fernand Geyselings               | Agalev      | Mechelen-Turnhout         | |
| Jos Dupré                        | CVP         | Mechelen-Turnhout         | |
| Hugo Van Rompaey                 | CVP         | Mechelen-Turnhout         | |
| Renaat Peeters                   | CVP         | Mechelen-Turnhout         | |
| Zefa Raeymaekers                 | CVP         | Mechelen-Turnhout         | |
| Jef Sleeckx                      | SP          | Mechelen-Turnhout         | |
| Willy Taelman                    | PVV         | Mechelen-Turnhout         | |
| Jozef Belmans                    | Volksunie   | Mechelen-Turnhout         | |
| Rika Steyaert                    | CVP         | Brussel                   | |
| Paul De Keersmaeker              | CVP         | Brussel                   | |
| Achille Diegenant                | CVP         | Brussel                   | |
| Georges Cardoen                  | CVP         | Brussel                   | |
| Roger De Wulf                    | SP          | Brussel                   | |
| Victor Vanderheyden              | SP          | Brussel                   | |
| Willy Cortois                    | PVV         | Brussel                   | Vervangt vanaf 16 oktober 1984 August De Winter, die lid wordt van het Europees Parlement. |
| Dieudonné Horlait                | PVV         | Brussel                   | Vervangt vanaf 16 oktober 1984 Louis De Grève, die rechter aan het Arbitragehof wordt. De Grève was voorzitter van de PVV-fractie tot 30 september 1984. |
| Annemie Neyts                    | PVV         | Brussel                   | |
| Vic Anciaux                      | Volksunie   | Brussel                   | |
| Jef Valkeniers                   | Volksunie   | Brussel                   | |
| Daan Vervaet                     | Volksunie   | Brussel                   | |
| Thomas Delahaye                  | RAD         | Brussel                   | Zetelt vanaf 6 maart 1984 als onafhankelijke. |
| Mark Eyskens                     | CVP         | Leuven                    | |
| Godelieve Devos                  | CVP         | Leuven                    | Ondervoorzitter. |
| Fernand Piot                     | CVP         | Leuven                    | |
| Louis Tobback                    | SP          | Leuven                    | |
| August Bogaerts                  | SP          | Leuven                    | Tot 9 februari 1983 voorzitter van de commissie Huisvesting. |
| Georges Sprockeels               | PVV         | Leuven                    | |
| Louis Pans                       | PVV         | Leuven                    | |
| Jan Daems                        | PVV         | Leuven                    | |
| Luk Vanhorenbeek                 | Volksunie   | Leuven                    | Vervangt vanaf 16 oktober 1984 Willy Kuijpers, die lid wordt van het Europees Parlement. |
| Daniel Coens                     | CVP         | Brugge                    | |
| Emmanuel Desutter                | CVP         | Brugge                    | |
| Jan Leclercq                     | SP          | Brugge                    | Vervangt vanaf 25 januari 1983 Frank Van Acker, die burgemeester van Brugge wordt. |
| Albert Claes                     | PVV         | Brugge                    | |
| Raf Declercq                     | Volksunie   | Brugge                    | |
| Marc Olivier                     | CVP         | Kortrijk-Ieper            | Ondervoorzitter. |
| Antoon Steverlynck               | CVP         | Kortrijk-Ieper            | |
| Erik Derycke                     | SP          | Kortrijk-Ieper            | Vervangt vanaf 6 februari 1984 de overleden Marc Bourry. |
| Gilbert Bossuyt                  | SP          | Kortrijk-Ieper            | |
| André Kempinaire                 | PVV         | Kortrijk-Ieper            | |
| Franz Vansteenkiste              | Volksunie   | Kortrijk-Ieper            | |
| Cyriel Marchand                  | CVP         | Veurne-Diksmuide-Oostende | |
| Alfons Laridon                   | SP          | Veurne-Diksmuide-Oostende | Secretaris en voorzitter van de commissie Onderwijs. |
| Raoul Bonnel                     | PVV         | Veurne-Diksmuide-Oostende | |
| Marcel Heughebaert               | PVV         | Veurne-Diksmuide-Oostende | |
| Julien Desseyn                   | Volksunie   | Veurne-Diksmuide-Oostende | |
| André Bourgeois                  | CVP         | Roeselare-Tielt           | |
| Erik Vankeirsbilck               | CVP         | Roeselare-Tielt           | Voorzitter van de commissie Taaldecreetgeving. |
| Roger Van Steenkiste             | SP          | Roeselare-Tielt           | Vervangt vanaf 6 maart 1984 Roger Hostekint, die op pensioen gaat. |
| Louis Bril                       | PVV         | Roeselare-Tielt           | |
| Lode Van Biervliet               | Volksunie   | Roeselare-Tielt           | |
| Paul Breyne                      | CVP         | Kortrijk-Ieper            | |
| Cecile Boeraeve-Derycke          | CVP         | Kortrijk-Ieper            | |
| Hubert Van Wambeke               | CVP         | Oudenaarde-Aalst          | |
| Ghisleen Willems                 | CVP         | Oudenaarde-Aalst          | |
| Marc Galle                       | SP          | Oudenaarde-Aalst          | |
| Herman De Loor                   | SP          | Oudenaarde-Aalst          | |
| Willy Van Renterghem             | PVV         | Oudenaarde-Aalst          | |
| Jan Caudron                      | Volksunie   | Oudenaarde-Aalst          | |
| Paul Tant                        | CVP         | Oudenaarde-Aalst          | |
| Elie Bockstal                    | CVP         | Oudenaarde-Aalst          | |
| Herman De Croo                   | PVV         | Oudenaarde-Aalst          | |
| Wilfried Martens                 | CVP         | Gent-Eeklo                | |
| Adhémar d'Alcantara              | CVP         | Gent-Eeklo                | |
| Adhémar Deneir                   | CVP         | Gent-Eeklo                | |
| Alfons Coppieters                | CVP         | Gent-Eeklo                | |
| Gilbert Temmerman                | SP          | Gent-Eeklo                | |
| Luc Van den Bossche              | SP          | Gent-Eeklo                | |
| Guy Verhofstadt                  | PVV         | Gent-Eeklo                | Vervangt vanaf 22 januari 1985 Willy De Clercq, die lid van de Europese Commissie wordt. |
| Emile Flamant                    | PVV         | Gent-Eeklo                | |
| Ignace Van Belle                 | PVV         | Gent-Eeklo                | Voorzitter van de commissie Culturele Aangelegenheden en Pedagogische en Didactische Vorming. |
| André Denys                      | PVV         | Gent-Eeklo                | Vanaf 18 oktober 1983 voorzitter van de commissie Binnenlandse Aangelegenheden. |
| Frans Baert                      | Volksunie   | Gent-Eeklo                | |
| Paul Van Grembergen              | Volksunie   | Gent-Eeklo                | Voorzitter van de Volksunie-fractie. |
| Miet Smet                        | CVP         | Dendermonde-Sint-Niklaas  | |
| Freddy Willockx                  | SP          | Dendermonde-Sint-Niklaas  | |
| Georges Anthuenis                | PVV         | Dendermonde-Sint-Niklaas  | |
| Jan Verniers                     | Volksunie   | Dendermonde-Sint-Niklaas  | |
| Jan Lenssens                     | CVP         | Dendermonde-Sint-Niklaas  | |
| Norbert De Batselier             | SP          | Dendermonde-Sint-Niklaas  | |
| Frans Verberckmoes               | PVV         | Dendermonde-Sint-Niklaas  | |
| Johan De Mol                     | Volksunie   | Dendermonde-Sint Niklaas  | Vervangt vanaf 18 oktober 1983 Jul Van Boxelaer, die wegens een afspraak binnen de Volksunie ontslag neemt. |
| Luc Dhoore                       | CVP         | Hasselt-Tongeren-Maaseik  | |
| Georges Beerden                  | CVP         | Hasselt-Tongeren-Maaseik  | |
| Willy Claes                      | SP          | Hasselt-Tongeren-Maaseik  | |
| Eddy Baldewijns                  | SP          | Hasselt-Tongeren-Maaseik  | |
| Alfred Vreven                    | PVV         | Hasselt-Tongeren-Maaseik  | |
| Marilou Vanden Poel-Welkenhuysen | PVV         | Hasselt-Tongeren-Maaseik  | |
| Willy Desaeyere                  | Volksunie   | Hasselt-Tongeren-Maaseik  | |
| Lambert Kelchtermans             | CVP         | Hasselt-Tongeren-Maaseik  | |
| Chris Moors                      | CVP         | Hasselt-Tongeren-Maaseik  | |
| Theo Kelchtermans                | CVP         | Hasselt-Tongeren-Maaseik  | |
| Louis Vanvelthoven               | SP          | Hasselt-Tongeren-Maaseik  | Vanaf 23 februari 1983 voorzitter van de commissie Huisvesting. |
| Vic Peuskens                     | SP          | Hasselt-Tongeren-Maaseik  | Vervangt vanaf 6 februari 1984 de overleden Hubert Rubens. |
| Fernand Colla                    | PVV         | Hasselt-Tongeren-Maaseik  | |
| Jaak Gabriëls                    | Volksunie   | Hasselt-Tongeren-Maaseik  | |
| Oswald Van Ooteghem              | Volksunie   | Gent-Eeklo                | Voorzitter van de commissie Economisch, Tewerkstellings- en Energiebeleid. |
| Willy Seeuws                     | SP          | Gent-Eeklo                | |
| Jean Pede                        | PVV         | Gent-Eeklo                | Parlementsvoorzitter en voorzitter van de commissie Samenwerking, de commissie Financiën en Begroting en de commissie Reglement en Verzoekschriften. |
| Maurice Van Herreweghe           | CVP         | Gent-Eeklo                | |
| Antoon Van Nevel                 | CVP         | Gent-Eeklo                | |
| Carlo De Cooman                  | CVP         | Gent-Eeklo                | |
| Walter Peeters                   | Volksunie   | Dendermonde-Sint-Niklaas  | |
| Prosper Matthijs                 | SP          | Dendermonde-Sint-Niklaas  | Vervangt vanaf 23 maart 1982 de overleden Jaak De Graeve. |
| Octaaf Van Den Broeck            | PVV         | Dendermonde-Sint-Niklaas  | |
| Etienne Cooreman                 | CVP         | Dendermonde-Sint-Niklaas  | |
| Paul Van Der Niepen              | SP          | Oudenaarde-Aalst          | |
| Emile Edouard Cuvelier           | PVV         | Oudenaarde-Aalst          | |
| Marcel Van Daele                 | PVV         | Oudenaarde-Aalst          | |
| Paula D'Hondt                    | CVP         | Oudenaarde-Aalst          | |
| Hector De Bruyne                 | Volksunie   | Antwerpen                 | |
| Jos Wijninckx                    | SP          | Antwerpen                 | |
| Jos De Bremaeker                 | SP          | Antwerpen                 | Vervangt vanaf 25 januari 1983 Ivonne Julliams, die schepen van Antwerpen wordt. |
| Amedé De Baere                   | SP          | Antwerpen                 | |
| Karel Poma                       | PVV         | Antwerpen                 | |
| Jozef Bosmans                    | PVV         | Antwerpen                 | Vervangt vanaf 18 oktober 1983 de overleden Jaak Nutkewitz. |
| Herman Deleeck                   | CVP         | Antwerpen                 | Vervangt vanaf 16 oktober 1984 Rika De Backer, die lid wordt van het Europees Parlement. |
| Paul Akkermans                   | CVP         | Antwerpen                 | |
| Frans Vanderborght               | CVP         | Antwerpen                 | |
| Marjet Van Puymbroeck            | Agalev      | Antwerpen                 | |
| Hugo Draulans                    | Volksunie   | Mechelen-Turnhout         | Vervangt vanaf 28 juni 1982 de overleden Wim Jorissen. |
| Jozef Thys                       | Volksunie   | Mechelen-Turnhout         | |
| Jos Houben                       | SP          | Mechelen-Turnhout         | |
| Maurice Vanhoutte                | PVV         | Mechelen-Turnhout         | Vervangt vanaf 16 oktober 1984 de overleden Herman Vanderpoorten. |
| Constant De Clercq               | CVP         | Mechelen-Turnhout         | Voorzitter van de commissie Bijstand aan Personen. |
| Robert Van Rompaey               | CVP         | Mechelen-Turnhout         | |
| Jos De Seranno                   | CVP         | Mechelen-Turnhout         | Voorzitter van de commissie Ruimtelijke Ordening, Landinrichting en Natuurbehoud. |
| Bob Maes                         | Volksunie   | Brussel                   | |
| Paul Peeters                     | Volksunie   | Brussel                   | |
| Edgard Coppens                   | SP          | Brussel                   | |
| Jan Bascour                      | PVV         | Brussel                   | |
| Francis Vermeiren                | PVV         | Brussel                   | |
| Jos Chabert                      | CVP         | Brussel                   | |
| Hugo Weckx                       | CVP         | Brussel                   | |
| Mia Panneels-Van Baelen          | CVP         | Brussel                   | |
| Henri Boel                       | SP          | Leuven                    | Ondervoorzitter. |
| Guillaume Reynders               | PVV         | Leuven                    | Vervangt vanaf 16 november 1983 de overleden Jos Daems. Jos Daems was tot 9 februari 1983 voorzitter van de commissie Ondergeschikte Besturen en van 9 februari tot aan zijn dood op 27 augustus 1983 voorzitter van de commissie Binnenlandse Aangelegenheden. |
| Jules Peetermans                 | FDF         | Leuven                    | Vervangt vanaf 22 december 1981 Armand Tournis, die beslist om niet te zetelen. De Franstalige Armand Tournis werd door apparentering verkozen in de Nederlandstalige kieskring Leuven.                                                                         |
| Gaston Geens                     | CVP         | Leuven                    | |
| Rik Vandekerckhove               | Volksunie   | Hasselt-Tongeren-Maaseik  | |
| Jean Férir                       | SP          | Hasselt-Tongeren-Maaseik  | |
| Henri Knuts                      | SP          | Hasselt-Tongeren-Maaseik  | |
| Eloi Vandersmissen               | PVV         | Hasselt-Tongeren-Maaseik  | Secretaris. |
| Clara Smitt                      | CVP         | Hasselt-Tongeren-Maaseik  | Secretaris. |
| Frans Vangronsveld               | CVP         | Hasselt-Tongeren-Maaseik  | |
| Mathieu Rutten                   | CVP         | Hasselt-Tongeren-Maaseik  | |
| Georges Marmenout                | SP          | Brugge                    | Vervangt vanaf 21 maart 1983 Omaar Carpels, die op pensioen gaat. |
| Julien Vandermarliere            | PVV         | Brugge                    | |
| Roger Windels                    | CVP         | Brugge                    | |
| Michel Capoen                    | Volksunie   | Kortrijk-Ieper            | |
| Marcel Vandenhove                | SP          | Kortrijk-Ieper            | |
| Hilaire Lahaye                   | PVV         | Kortrijk-Ieper            | |
| Paul Deprez                      | CVP         | Kortrijk-Ieper            | Vervangt vanaf 21 maart 1983 Albert Lavens, die op pensioen gaat. |
| Firmin Debusseré                 | Volksunie   | Roeselare-Tielt           | |
| Roger Vannieuwenhuyze            | CVP         | Roeselare-Tielt           | Voorzitter van de commissie Gezondheidsbeleid. |
| Marcel Decoster                  | PVV         | Veurne-Diksmuide-Oostende | |
| Maria Tyberghien-Vandenbussche   | CVP         | Veurne-Diksmuide-Oostende | |